# 利博洛
10°2′S 14°38′E / 10.033°S 14.633°E
利博洛（葡萄牙語：Libolo），是安哥拉的城鎮，位於該國西部，由南廣薩省負責管轄，東鄰穆森代，面積9,000平方公里，2006年該城鎮人口124,545，人口密度每平方公里14人。